# Michac Gábor
Michac Gábor (Érsekújvár, 1986. június 23. –) magyar díszlet- és jelmeztervező.

## Életpályája
A komáromi Selye János Gimnáziumban érettségizett 2005-ben. 2005-2007 között a Jelky András Szakközépiskolában stylist és ruhatervező OKJ-s végzettséget szerzett. 2007-2010 között a Kaposvári Egyetem alkalmazott látványtervező szakán diplomázott. 2016-2018 között a Színház- és Filmművészeti Egyetem látványtervező MA szakán is szerzett diplomát. Rendszeresen dolgozik fővárosi és vidéki színházaknál.

## Munkássága
| Bemutató éve | Színház, intézmény      | Szerzők                                                                         | Mű                        | Rendező          |                           |
| ------------ | ----------------------- | ------------------------------------------------------------------------------- | ------------------------- | ---------------- | ------------------------- |
| 2024         | Veres1 Színház          | Böhm György - Nemlaha György                                                    | A meseautó                | Böhm György      | díszlet- és jelmeztervező |
| 2024         | Móricz Zsigmond Színház | Presser Gábor – Sztevanovity Dusán – Horváth Péter                              | A padlás                  | Gémes Antos      | jelmeztervező             |
| 2024         | Budapest Bábszínház     |                                                                                 | Hamupipőke                | Kuthy Ágnes      | díszlet- és jelmeztervező |
| 2024         | Hevesi Sándor Színház   | Thomas Meehan - Charles Strouse                                                 | Annie, a kis árva         | Böhm György      | díszlettervező            |
| 2024         | Móricz Zsigmond Színház | Jeanne-Marie Leprince de Beaumont                                               | A Szépség és a Szörnyeteg | Halasi Dániel    | díszlet- és jelmeztervező |
| 2023         | Hevesi Sándor Színház   | Rideg Sándor                                                                    | Indul a bakterház         | Böhm György      | díszlettervező            |
| 2023         | Komáromi Jókai Színház  | N. Tóth Anikó                                                                   | A kacagó királykisasszony | Matusek Attila   | díszlet- és jelmeztervező |
| 2023         | Szegedi Nemzeti Színház | Dale Wassermann                                                                 | Kakukkfészek              | Vidovszky György | jelmeztervező             |
| 2023         | Karinthy Színház        | Roberto Athayde                                                                 | Margarida asszony         | Böhm György      | díszlettervező            |
| 2023         | Veres1 Színház          | Pásztor László – Böhm György – Jakab György – Korcsmáros György – Hatvani Emese | Szép nyári nap            | Böhm György      | díszlettervező            |
| 2022         | Veres1 Színház          | Presser Gábor – Sztevanovity Dusán – Horváth Péter                              | A padlás                  | Böhm György      | díszlet- és jelmeztervező |
| 2022         | Jászai Mari Színház     | Jacques Martin                                                                  | Jógyerekek képeskönyve    | Szikszai Rémusz  | jelmeztervező             |